# Battaglia di Măcin
La battaglia di Măcin (nota anche come battaglia di Maçin), fu uno scontro combattuto nel corso della Guerra russo-turca (1787-1792) tra le forze dell'Impero russo e quelle dell'Impero ottomano.
L'esercito russo di 30 000 uomini comandato dal principe Nikolaj Repnin, si scontrò con quello turco consistente in 80 000 uomini guidati da Yusuf Pasha. In un primo momento, la vittoria fu quasi in dubbio per i russi, ma quando l'armata turca venne stroncata da una carica russa sul fianco sinistro, al comando di Michail Illarionovič Kutuzov, gli ottomani iniziarono a ritirarsi in disordine lasciando la vittoria nelle mani degli imperiali russi.